# NGC 303
NGC 303 (również PGC 3240) – galaktyka spiralna (S+S), znajdująca się w gwiazdozbiorze Wieloryba. Odkrył ją Francis Leavenworth w 1886 roku.